# District de Tiszavasvári
Le district de Fehérgyarmat (en hongrois : Fehérgyarmati járás) est un des 13 districts du comitat de Szabolcs-Szatmár-Bereg en Hongrie. Créé en 2013, il compte 27 306 habitants et rassemble 6 localités : 4 communes et 2 villes dont Tiszavasvári, son chef-lieu.

## Localités
- Szorgalmatos
- Tiszadada
- Tiszadob
- Tiszaeszlár
- Tiszalök
- Tiszavasvári